# Randy Stoklos
Randy Stoklos (Pacific Palisades, 13 december 1960) is een voormalig volleyballer en beachvolleyballer uit de Verenigde Staten. In die laatste discipline behaalde hij 96 overwinningen in de AVP Tour en won hij met Sinjin Smith de eerste vier edities van de FIVB World Tour. Hij werd in 2008 opgenomen in de International Volleyball Hall of Fame.

## Carrière

### 1979 tot en met 1990
Stoklos speelde in de zaal voor het universiteitsteam van de UCLA en maakte kortstondig deel uit van de Amerikaanse volleybalploeg. Hij begon met beachvolleybal op het strand van Venice Beach en speelde zijn eerste Parks and Recreation-wedstrijden in 1979 toen hij met Chris Marlowe derde werd bij het toernooi van Manhattan Beach. Het jaar daarop deed Stoklos met verschillende partners – waaronder Mark Barber, Steve Obradovich en Tim Hovland – mee aan acht toernooien en kwam daarbij tot vier derde plaatsen. In 1981 won hij met Jim Menges het toernooi van Manhattan Beach en behaalde hij verder zeven podiumplaatsen. Het daaropvolgende seizoen speelde Stoklos vier wedstrijden met Andy Fishburn waarna hij een team vormde met Sinjin Smith – met wie hij tot en met 1993 zou spelen. Het eerste jaar boekte het tweetal zes overwinningen en drie tweede plaatsen. In 1983 kwamen ze bij zestien toernooien tot acht overwinningen. Het seizoen daarop debuteerden ze in de eerste editie van de AVP Tour. Het duo deed mee aan dertien toernooien en behaalde zeven eerste plaatsen (Clearwater, Malibu, Laguna Beach, Long Beach, Mission Beach, Honolulu en Boulder). Daarnaast speelde Stoklos vier wedstrijden met Ricci Luyties.
In 1985 namen Stoklos en Smith deel aan zeventien toernooien en kwamen ze tot vijf overwinningen (Clearwater, Laguna Beach, San Diego, Honolulu en Seal Beach). Een jaar later eindigden ze bij 24 toernooien zeventien keer als eerste en het seizoen daarop kwamen ze bij 25 wedstrijden tot vijftien overwinningen. In 1987 wonnen Stoklos en Smith  in Rio de Janeiro bovendien het eerste internationale toernooi dat door de FIVB georganiseerd werd. Het jaar daarop waren ze actief op 24 toernooien in de AVP Tour en behaalden ze twaalf overwinningen (South Padre Island, Daytona Beach, Fort Myers, Panama City, Treasure Island, Scottsdale, Ventura, Rochester, Salisbury, San Francisco, Pacific Palisades en Hermosa Beach). In Rio eindigde het tweetal verder als vierde. In 1989 wonnen Stoklos en Smith opnieuw het FIVB-toernooi van Rio door de Brazilianen Edinho de Mattos en Eduardo Tinoco in de finale te verslaan. In eigen land kwamen ze bij 22 toernooien tot negen overwinningen (New Orleans, Dallas, San Jose, Honolulu, Sacramento, Manhattan Beach, Rhode Island, Cleveland en Chicago). Daarnaast namen ze gedurende het seizoen 1989/90 deel aan de eerste editie van de FIVB World Tour waarvan ze met twee zeges in Jesi en Rio ook het eindklassement wonnen.

### 1990 tot en met 1997
In 1990 speelden Stoklos en Smith verder 24 wedstrijden in de AVP Tour waarbij ze elf overwinningen boekten (Hawaï, Phoenix, Clearwater, Sacramento, Boulder, Indianapolis, Milwaukee, Chicago, Seal Beach, San Diego en Hermosa Beach). Het seizoen daarop kwamen ze bij 24 toernooien opnieuw tot elf overwinningen (Honolulu, Fort Myers, Fort Lauderdale, Phoenix, Sacramento, Fresno, Houston, Boulder, Philadelphia, Cape Cod en Seal Beach). Met de winst in Rio wonnen ze bovendien de tweede editie van de World Tour. Op mondiaal niveau behaalden Stoklos en Smith gedurende het seizoen 1991/92 vier overwinningen (tweemaal Sydney, Cattolica en Rio), waarmee het tweetal voor de derde keer op rij het eindklassement van de World Tour won. Het daaropvolgende seizoen prolongeerden ze met een zege in Almería en een derde plaats in Rio voor de derde keer hun titel. In de Amerikaanse competitie deden ze in 1992 mee aan 22 toernooien met overwinningen in Honolulu en Phoenix als beste resultaat. Het jaar daarop speelde Stoklos nog acht wedstrijden met Smith – één overwinning in Fort Myers – waarna hij de rest van het seizoen afmaakte met Brian Lewis met wie hij het toernooi van Chicago won.
Van 1994 partnerde Stoklos met Adam Johnson. Het tweetal was actief op 23 toernooien in de AVP Tour en behaalde daarbij drie overwinningen (San Francisco, Manhattan Beach en Belmar) en eindigde verder nog achtmaal op het podium. Het jaar daarop namen ze deel aan tien toernooien waarbij ze goed waren voor twee overwinningen (Boston en New York), drie tweede plaatsen (Washington, Pensacola en Mesa) en drie derde plaatsen (Minneapolis, Singer Island en Fort Myers). Gedurende de rest van het seizoen volleybalde Stoklos achtereenvolgens met Rob Heidger, Eduardo Bacil, Scott Ayakatubby en Kent Steffes. Een tweede plaats in Manhattan Beach was daarbij het beste resultaat. In de World Tour speelde Stoklos met Bruk Vandeweghe en Mike Dodd zijn twee laatste internationale wedstrijden. In 1996 deed hij mee aan twintig AVP-toernooien. Met Ayakatubby werd hij derde in Fairfax, met Bill Boullianne eindigde hij als derde in Phoenix en Fort Myers en met Bacil werd hij tweede in Indianapolis en derde in Atlanta. Het daaropvolgende seizoen kwam Stoklos afwisselend in actie met David Swatik, Troy Tanner en Brian Lewis. Hij behaalde daarbij zes tweede plaatsen (Dallas, Corpus Christi, Lake Tahoe, Chicago, Cleveland en Grand Haven). Met Swatik speelde Stoklos in Orlando zijn laatste professionele wedstrijd als beachvolleyballer.

## Palmares
FIVB World Tour
- 1987:  Rio de Janeiro Open
- 1989:  Rio de Janeiro Open
- 1989:  Jesi Open
- 1990:  Rio de Janeiro Open
- 1990:  FIVB World Tour
- 1991:  Rio de Janeiro Open
- 1991:  FIVB World Tour

- 1991:  Sydney Open
- 1991:  Cattolica Open
- 1992:  Sydney Open
- 1992:  Rio de Janeiro Open
- 1992:  FIVB World Tour
- 1992:  Almería Open
- 1993:  Rio de Janeiro Open
- 1993:  FIVB World Tour